# Muspelhem

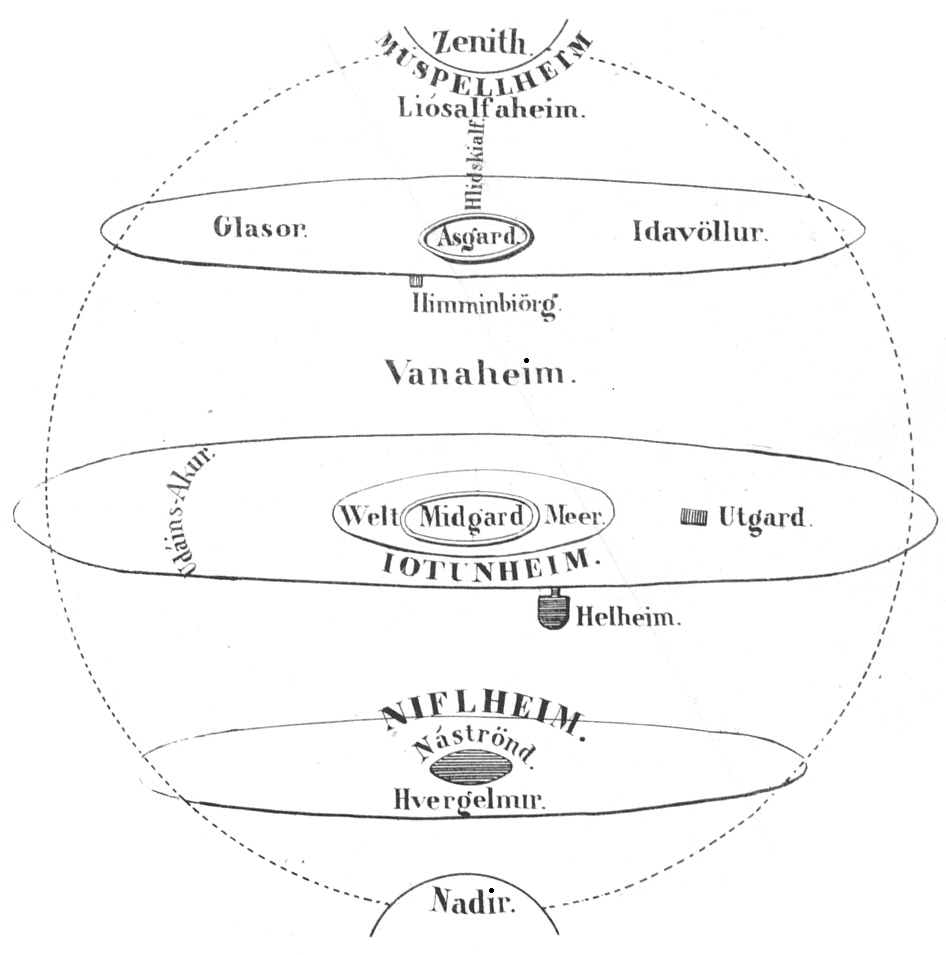
Ett försök att illustrera den fornnordiska kosmogonin av Henry Wheaton (1831). Muspelhem ses längst upp på bilden.

Muspelhem eller Muspelheim (fornisländska Muspellheim; av muspilli, ”världsbrand" eller Mund-spilli, "världsförintare") var i skapelsen enligt den nordiska mytologin eldens värld i södra Ginnungagap. Därifrån flög gnistor och skapade sol, måne och stjärnor. 
I Muspelhem härskar de förgörande eldmakterna. De flammande eldvarelserna kallas även för ’’Muspels söner’’ (eldens söner) och styrs av eldjätten Surt (den av sot svarte). Surt äger ett skinande svärd vars klinga är av eld och inget vapen kan mäta sig med dess kraft. Härifrån skall världens förstörelse genom eld utgå.